# Praça Atílio Correia Lima

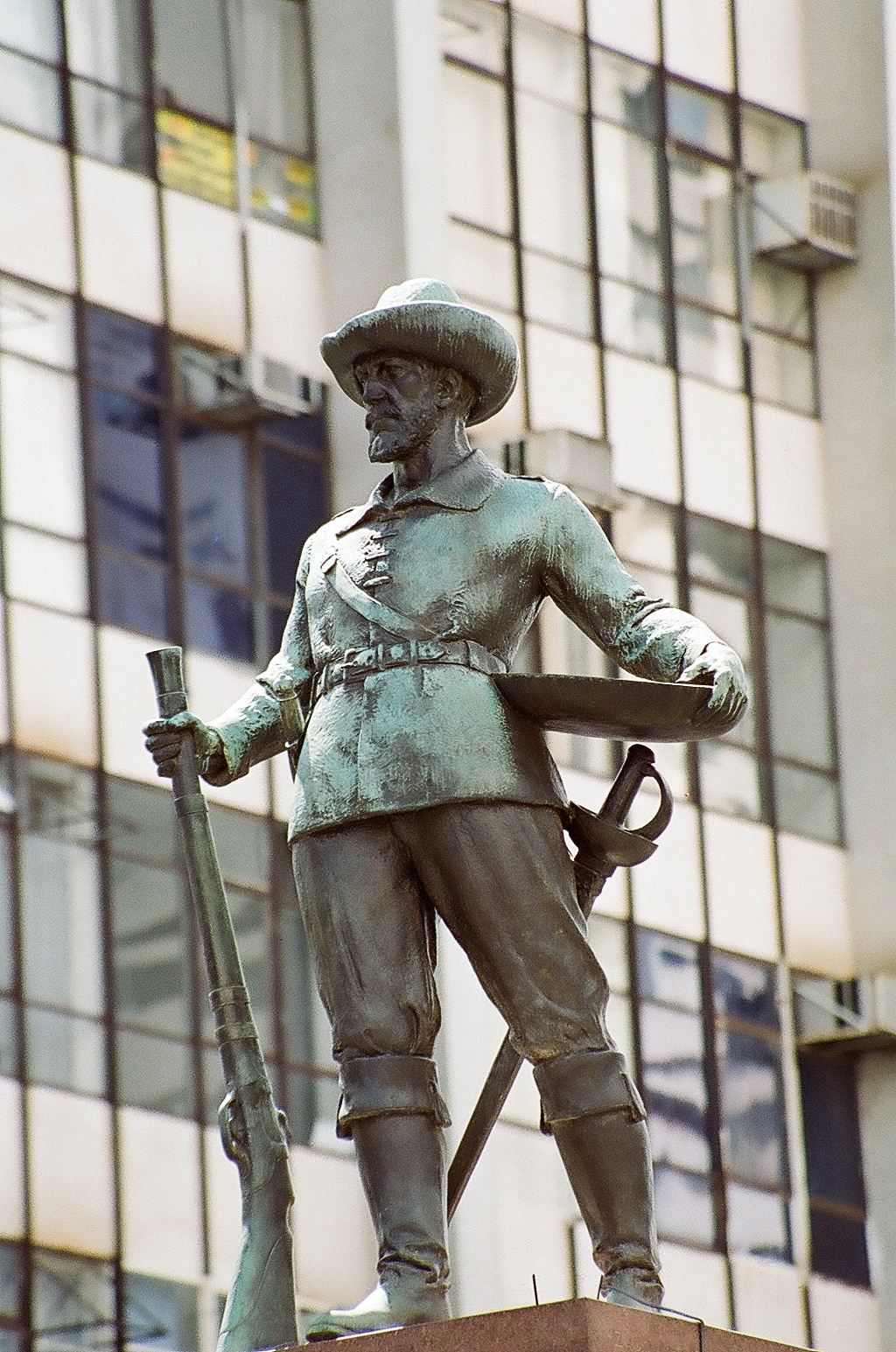
Monumento ao Bandeirante

A praça Attilio Corrêa Lima, conhecida popularmente como Praça do Bandeirante, é uma praça de Goiânia, capital do estado brasileiro de Goiás. Localiza-se no Centro da cidade, no cruzamento das avenidas Goiás e Anhangüera. O nome oficial da praça homenageia Atílio Correia Lima, o arquiteto responsável pelo plano piloto de Goiânia.
O Monumento ao Bandeirante, símbolo da praça, foi inaugurado no dia 9 de novembro de 1942. O monumento foi criado pelo artista plástico Armando Zago atendendo à solicitação do Centro Acadêmico XI de Agosto da Faculdade de Direito de São Paulo, para ser doado ao povo goiano. A escultura em bronze possui três metros e meio de altura e retrata o bandeirante Bartolomeu Bueno da Silva em corpo inteiro, tendo nas mãos uma bateia e armado de bacamarte.
A histórica praça, palco de movimentos estudantis como Diretas Já e Caras-pintadas na capital, teve seu tamanho diminuído drasticamente ao longo dos anos devido, em parte, ao enorme crescimento do fluxo de carros na Avenida Anhangüera.